# Cynometra insularis
Cynometra insularis är en ärtväxtart som beskrevs av Albert Charles Smith. Cynometra insularis ingår i släktet Cynometra, och familjen ärtväxter. IUCN kategoriserar arten globalt som livskraftig. Inga underarter finns listade i Catalogue of Life.